# Christiaan de Jong

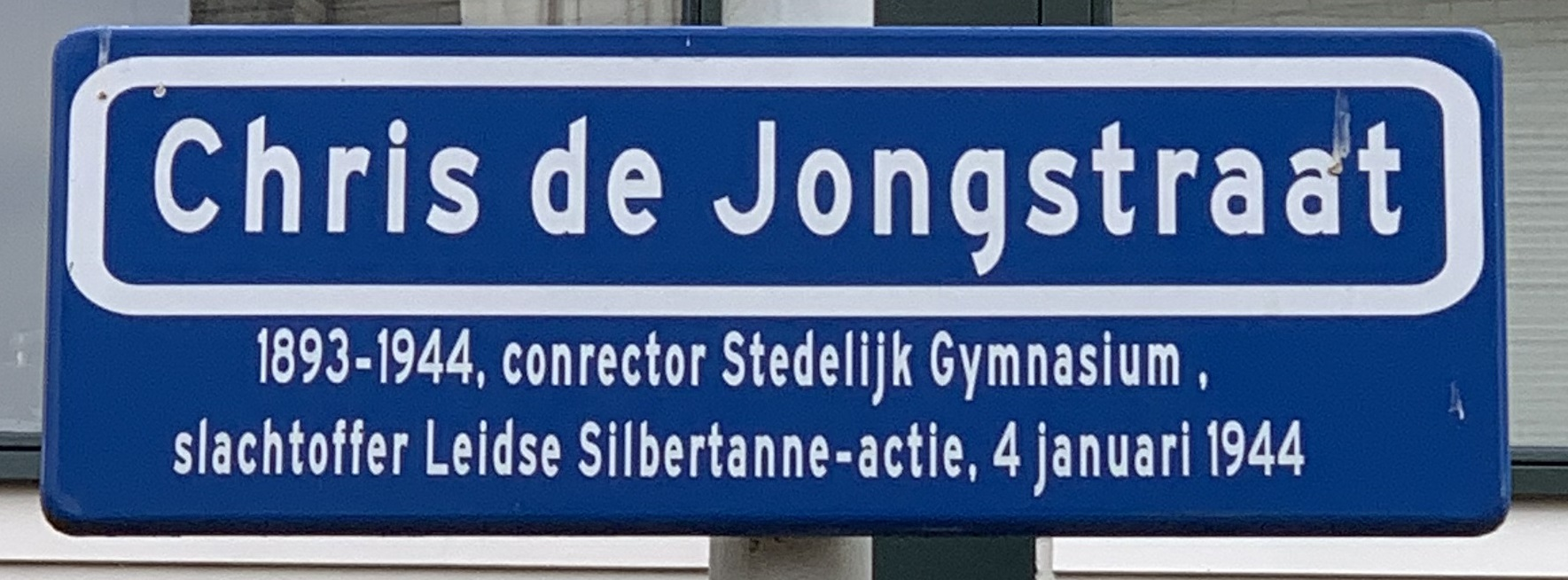
In Leiden is een straat genoemd naar Christiaan de Jong die in 1944 door de bezetter werd vermoord.

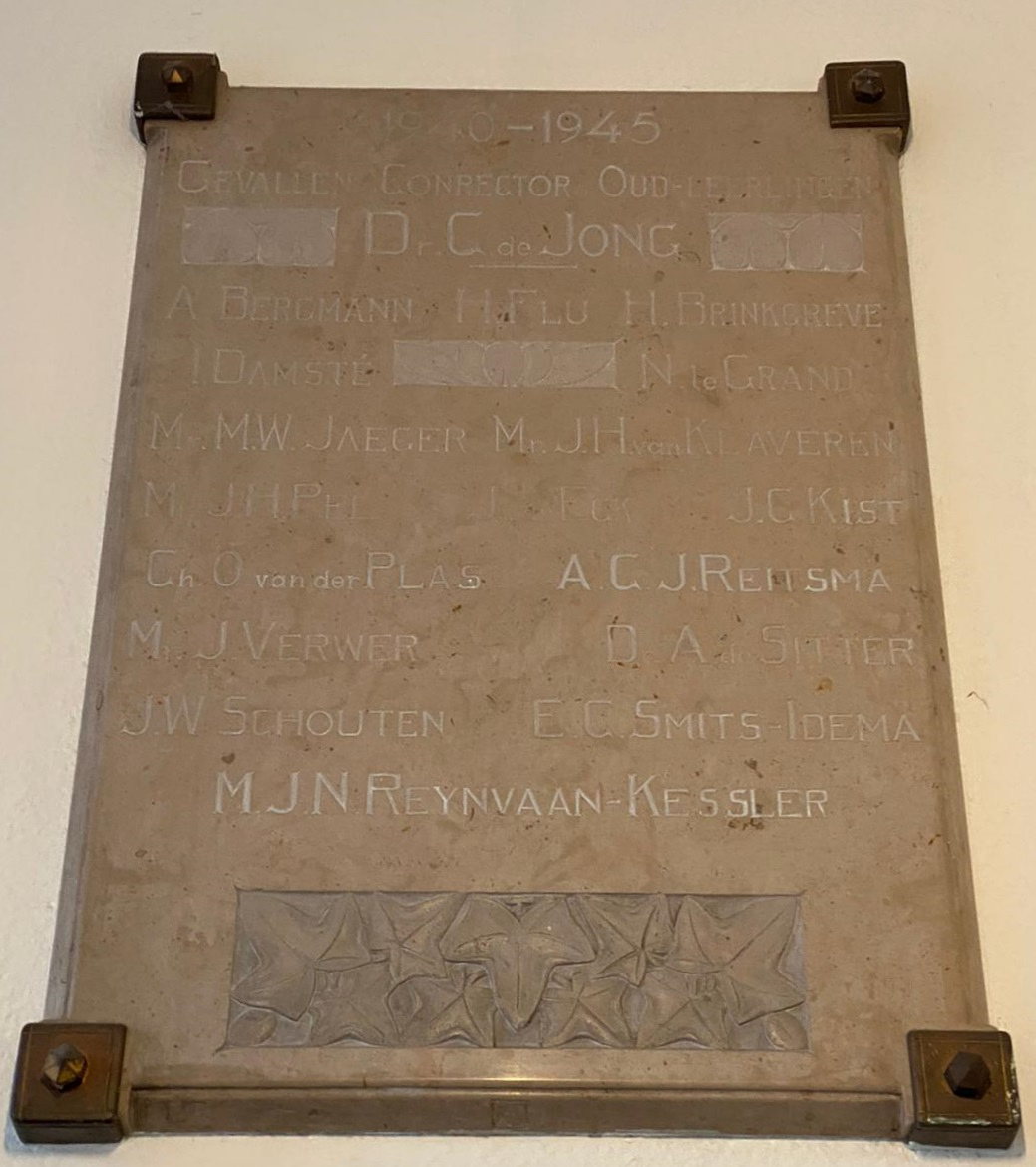
Gedenkteken voor de slachtoffers uit de Tweede Wereldoorlog in het Stedelijk Gymnasium Leiden, met onder meer de vermelding van conrector Dr. C. de Jong

Christiaan de Jong (Chris) (Gouda, 1893 - Leiden, 4 januari 1944) was conrector en leraar wiskunde aan het toenmalig Gemeentelijk Gymnasium Leiden, doctor in de wiskunde en slachtoffer van de Aktion Silbertanne tijdens de Tweede Wereldoorlog.
De Jong werd in 1893 geboren als zoon van Gerardus Joannes de Jong uit Alkemade en Josina Messemaker uit Gouda.
In 1915 werd De Jong aangesteld als (tijdelijk) docent wiskunde aan het Gymnasium van Leiden, zijnde doctorandus in de wis- en natuurkunde aldaar.
De Jong trouwde op 26-jarige leeftijd op 29 januari 1920 te Sliedrecht met  Adriana Helena van Hattem, geboren op 23 juni 1892 te Sliedrecht als dochter van Petrus Cornelis Supet van Hattem en Lena Breesnee.
In januari 1926 gaf De Jong een boek uit bij de gebroeders Van den Hoek in Leiden getiteld "Vraagstukken Trigonometrie en Analytische Meetkunde, opgegeven bij de examens, bedoeld in art. 12 der Hooger-Onderwijswet, in de jaren 1919-1925, verzameld door Dr. C de Jong, leeraar aan het stedelijk gymnasium te Leiden (123 vraagstukken trigonometrie, 104 analytische meetkunde)".
In 1930 werd doctor De Jong door de gemeenteraad van Leiden benoemd tot conrector van het Gymnasium.
Op 3 januari 1944 pleegde het verzet een aanslag op Willem Diederix, een NSB'er en directeur van het Gewestelijk Arbeidsbureau. Als represaille werden op bevel van Rauter in het kader van de Aktion Silbertanne 35 mannen opgepakt en als gijzelaar overgebracht naar Kamp Sint-Michielsgestel. Hieronder waren de hoogleraar Cleveringa en rector magnificus Paul Christiaan Flu. Ook werden drie Leidse prominenten opgepakt en zogenaamd 'op de vlucht' doodgeschoten. Dit waren de huisarts Hans Flu, Christiaan de Jong en Harmen Douma, directeur van de lagere school Eerste Leidse Schoolvereniging op het Noordeinde. 
De Jong werd op 4 januari rond half vijf 's middags thuis opgehaald en naar de Feldgendarmerie aan de Boerhaavelaan gebracht zogenaamd voor verhoor. Rond etenstijd belde hij naar huis om te vragen hem een koffer met kleding te brengen aangezien hij naar Kamp Vught zou moeten. Tegen negen uur 's avonds werd hem verteld dat hij naar huis mocht maar omdat het na Sperrzeit was, hij naar huis begeleid zou worden. Drie leden van een Sonderkommando gingen te voet met hem mee. Toen zij op het Rapenburg ter hoogte van nummer 8, waar de aanslag had plaatsgevonden, waren aangekomen, schoten zij  De Jong dood.
In het Stedelijk Gymnasium Leiden werd op 6 september 1946 een plaquette onthuld ter herinnering aan de tijdens de oorlog omgekomen docenten en oud-leerlingen, waaronder conrector Dr. C. de Jong en H. Flu.
In de wijk Cronestein werden in 1994 drie straten vernoemd naar de drie Leidse slachtoffers van de Aktion Silbertanne.